# Долотенко Зінаїда Тодосівна
Зінаїда Тодосівна Долотенко (нар. 1922, село Самгородок, тепер Смілянського району Черкаської області — ?) — українська радянська діячка, новатор сільськогосподарського виробництва, ланкова колгоспу імені Шевченка села Самгородок Ротмістрівського району Київської області. Депутат Верховної Ради УРСР 2-го скликання.

## Життєпис
Народилася у селянській родині. У 1938 році закінчила семирічну сільську школу. Член ВЛКСМ.
З 1938 року працювала ланковою у колгоспі імені Шевченка села Самгородок Ротмістрівського району Київської області, досягла значних урожаїв цукрових буряків.
Під час німецько-радянської війни проживала у рідному селі та працювала у сільському господарстві. Потім переховувалася у сусідньому районі від вивезення на роботу в Німеччину.
З 1944 року — ланкова молодіжної ланки та член правління колгоспу імені Шевченка села Самгородок Ротмістрівського району Київської області (тепер — Смілянського району Черкаської області). У 1945 році ланка Зінаїди Долотенко виростила по 650 центнерів цукрових буряків із кожного гектара на площі 7 га. Також вирощувала високі врожаї проса.
Обиралася членом Ротмістрівського районного комітету ЛКСМУ Київської області.
1951 року депутатку Зінаїду Долотенко рекомендували не переобирати до Верховної Ради УРСР через цілу низку проблем: її бригада овочівниць не виконала план заготівель, вона не зустрічалася зі своїми виборцями і 1948 року вийшла заміж за чоловіка «політично ненадійного, який служив німцям під час Вітчизняної війни».

## Нагороди
- орден Леніна (.03.1947)
- медалі